# Emek HaYarden
Le conseil régional d'Emek HaYarden, en hébreu : מועצה אזורית עמק הירדן', en français : conseil régional de la vallée du Jourdain, est situé sur la rive occidentale du lac de Tibériade et au nord de la vallée du Jourdain, au nord d'Israël. Sa population s'élève, en 2016, à 13 214 habitants.

## Liste des communautés
Kibboutzim
- Afikim
- Aloumot
- Ashdot Ya'akov Meuhad
- Ashdot Ya'akov Ihud
- Beit Zera
- Degania
- Degania Bet (en)
- Ein Gev
- Ginosar
- Hukok
- Kvoutzat Kinneret
- Masada (en)
- Maagan
- Ravid (en)
- Shaar-Hagolan
- Tel-Qatzir

Moshavim
- Almagor
- Kinneret (en)

Municipalités communautaires
- HaOn (en)
- Poriya
- Poria – Kfar Avoda (en)
- Poria – Neve Oved (en)

## Source de la traduction
- (en) Cet article est partiellement ou en totalité issu de l’article de Wikipédia en anglais intitulé « Emek HaYarden Regional Council » (voir la liste des auteurs).